# V420 Большой Медведицы
V420 Большой Медведицы (лат. V420 Ursae Majoris) — одиночная переменная звезда в созвездии Большой Медведицы на расстоянии приблизительно 2733 световых лет (около 838 парсеков) от Солнца. Видимая звёздная величина звезды — от +13,66m до +13,55m.

## Характеристики
V420 Большой Медведицы — вращающаяся переменная звезда типа BY Дракона (BY).